# IPlanet
iPlanet était une marque utilisée conjointement par Sun Microsystems et Netscape Communications Corporation pour fournir des services et des logiciels à la suite d'un accord d'utilisation non exclusive, aussi connu sous le nom de « Alliance Sun|Netscape ».
Après la fusion de Netscape avec AOL, des analystes en technologies pensaient que le principal point d'intérêt pour AOL était le site netscape.com (plus particulièrement les millions d'utilisateurs enregistrés[réf. nécessaire]), et dans une moindre mesure la suite Netscape Communicator, qui aurait ainsi pu remplacer le navigateur web Internet Explorer duquel AOL a acquis la licence de Microsoft et qui est inclus dans leur suite logicielle.
AOL a conclu un arrangement avec la société informatique Sun Microsystems par lequel les ingénieurs des deux sociétés travailleraient ensemble sur le développement de logiciels, le marketing, les ventes, l'installation et l'assistance informatique. L'accord stipulait que Sun devait payer à Netscape un montant fixe chaque année même si l'alliance ne faisait aucune vente tangible.[réf. nécessaire]
La marque iPlanet appartenait déjà à Sun grâce à l'acquisition de i-Planet, Inc. en 1998.
En 2002, cette alliance de trois années arriva à sa fin. Sous les termes de l'accord réciproque, AOL et Sun conservaient leurs droits sur une base égale concernant le code développé conjointement. À l'époque, la plupart des employés restants de Netscape ont été licenciés ou transférés chez Sun (principalement dans les campus à Santa Clara (Californie) et Bangalore) - durant la période de l'alliance, Netscape avait embauché très peu de personnes, la majorité de l'équipe provenait de Sun.
Sun continue de vendre les logiciels de l'alliance, dont la majeure partie forme la base de la solution logicielle Sun ONE et qui est depuis 2003 utilisée sous la marque Sun Java Enterprise System.
AOL continuait aussi de vendre les produits serveurs sous la marque Netscape.
En 2004, AOL a néanmoins revendu l'activité à Red Hat, qui a intégré les produits concernés aux activités de la Red Hat Enterprise Server.

## Produits
L'offre de la suite iPlanet incluait :
- iPlanet Directory Server (un serveur LDAP), renommé par la suite Sun Java System Directory Server
- iPlanet Web Server (un serveur web HTTP and HTTPS), renommé par la suite Sun Java System Web Server
- iPlanet Web Server Proxy (un serveur proxy), renommé par la suite Sun Java System Web Proxy Server
- iPlanet Portal Server
- iPlanet Portal Search (auparavant Netscape Compass)
- iPlanet Application Server (un serveur d'applications Java EE, basé sur Netscape Application Server et NetDynamics Application Server)
- iPlanet Messaging Server (un serveur de messagerie électronique SMTP, IMAP, POP3 et webmail)
- iPlanet Calendar Server
- iPlanet Meta Directory
- iPlanet Instant Messaging Server

La suite inclut aussi un certain nombre de composant d'infrastructure côté serveur, incluant la gestion d'événements distribués et des outils pour gérer un grand parc de serveurs iPlanet.
De plus, iPlanet vendait « iPlanet E-Commerce Applications », une suite d'outils logiciels pour construire des sites de commerce électronique :
- iPlanet ECXpert
- iPlanet TradingXpert
- iPlanet BuyerXpert (logiciel d'acquisition de fournisseur à fournisseur)
- iPlanet SellerXpert (pour l'implémentation de sites de ventes b2b et b2c)
- iPlanet MerchantXpert
- Netscape PublishingXpert
- iPlanet BillerXpert (pour gérer la facturation et les activités financières en relation)